# U-577 (tàu ngầm Đức)
U-577 là một tàu ngầm tấn công  Lớp Type VII thuộc phân lớp Type VIIC được Hải quân Đức Quốc Xã chế tạo trong Chiến tranh Thế giới thứ hai. Nhập biên chế năm 1941, nó đã thực hiện được ba chuyến tuần tra nhưng không đánh chìm được mục tiêu nào. Trong chuyến tuần tra cuối cùng tại Địa Trung Hải, U-577 bị một  máy bay ném bom-ngư lôi Fairey Swordfish của đánh chìm ngoài khơi Ai Cập vào ngày 15 tháng 1, 1942.

## Thiết kế và chế tạo

### Thiết kế

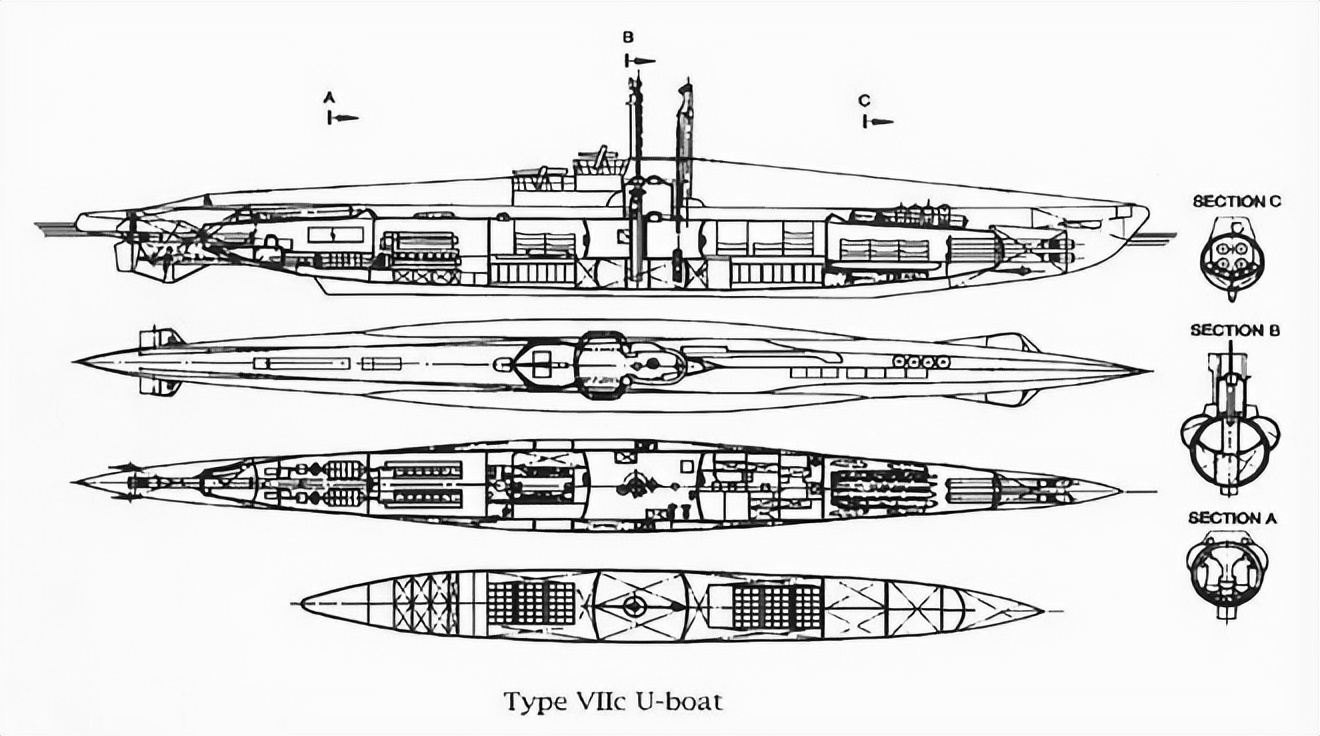
Sơ đồ các mặt cắt một tàu ngầm Type VIIC

Phân lớp VIIC của Tàu ngầm Type VII là một phiên bản VIIB được kéo dài thêm. Chúng có trọng lượng choán nước 769 t (757 tấn Anh) khi nổi và 871 t (857 tấn Anh) khi lặn). Con tàu có chiều dài chung 67,10 m (220 ft 2 in), lớp vỏ trong chịu áp lực dài 50,50 m (165 ft 8 in), mạn tàu rộng 6,20 m (20 ft 4 in), chiều cao 9,60 m (31 ft 6 in) và mớn nước 4,74 m (15 ft 7 in).
Chúng trang bị hai động cơ diesel Germaniawerft F46 siêu tăng áp 6-xy lanh 4 thì, tổng công suất 2.800–3.200 PS (2.100–2.400 kW; 2.800–3.200 bhp), dẫn động hai trục chân vịt đường kính 1,23 m (4,0 ft), cho phép đạt tốc độ tối đa 17,7 kn (32,8 km/h), và tầm hoạt động tối đa 8.500 nmi (15.700 km) khi đi tốc độ đường trường 10 kn (19 km/h). Khi đi ngầm dưới nước, chúng sử dụng hai động cơ/máy phát điện Garbe, Lahmeyer & Co. RP 137/c  tổng công suất 750 PS (550 kW; 740 shp). Tốc độ tối đa khi lặn là 7,6 kn (14,1 km/h), và tầm hoạt động 80 nmi (150 km) ở tốc độ 4 kn (7,4 km/h). Con tàu có khả năng lặn sâu đến 230 m (750 ft).
Vũ khí trang bị có năm ống phóng ngư lôi 53,3 cm (21 in), bao gồm bốn ống trước mũi và một ống phía đuôi, và mang theo tổng cộng 14 quả ngư lôi, hoặc tối đa 22 quả thủy lôi TMA, hoặc 33 quả TMB. Tàu ngầm Type VIIC bố trí một hải pháo 8,8 cm SK C/35 cùng một pháo phòng không 2 cm (0,79 in) trên boong tàu. Thủy thủ đoàn bao gồm 4 sĩ quan và 40-56 thủy thủ.

### Chế tạo
U-577 được đặt hàng vào ngày 8 tháng 1, 1940, và được đặt lườn tại xưởng tàu của hãng Blohm & Voss ở Hamburg vào ngày 1 tháng 8, 1940. Nó được hạ thủy vào ngày 15 tháng 5, 1941, và nhập biên chế cùng Hải quân Đức Quốc Xã vào ngày 3 tháng 7, 1941 dưới quyền chỉ huy của Hạm trưởng, Đại úy Hải quân Herbert Schauenburg.

## Lịch sử hoạt động
Sau khi hoàn tất việc huấn luyện trong thành phần Chi hạm đội U-boat 7, U-577 tiếp tục hoạt động trên tuyến đầu cùng đơn vị này. Nó
được điều sang Chi hạm đội U-boat 29 từ ngày 1 tháng 1, 1942 để hoạt động trong khu vực Địa Trung Hải cho đến khi bị mất.

### Chuyến tuần tra thứ nhất
U-577 khởi hành từ cảng Kiel, Đức vào ngày 20 tháng 10 cho chuyến tuần tra đầu tiên trong chiến tranh. Nó đã tiến ra Bắc Hải, rồi băng qua khe GI-UK giữa các quần đảo Shetland và Faroe để vòng qua quần đảo Anh và hoạt động tại vùng biển Bắc Đại Tây Dương về phía Đông Nam Greenland. Trên đường đi nó bị một máy bay ném bom Bristol Blenheim tấn công vào ngày 29 tháng 10, và bị hư hại nhẹ. Con tàu kết thúc chuyến tuần tra và đi đến cảng St. Nazaire bên bờ Đại Tây Dương của Pháp đã bị Đức chiếm đóng, đến nơi vào ngày 26 tháng 11.

### Chuyến tuần tra thứ hai
Rời cảng St. Nazaire vào ngày 16 tháng 12 cho chuyến tuần tra tiếp theo, U-577 được lệnh chuyển sang hoạt động trong khu vực Địa Trung Hải. Sau khi thành công trong việc băng qua eo biển Gibraltar được phía Đồng Minh canh phòng nghiêm ngặt vào ngày 22 tháng 12, nó đi đến cảng Messina trên đảo Sicilia, Ý vào ngày 27 tháng 12.

### Chuyến tuần tra thứ ba
Sau khi chính thức được điều sang Chi hạm đội U-boat 29 từ ngày 1 tháng 1, 1942, U-577 xuất phát từ cảng Messina vào ngày 7 tháng 1 cho chuyến tuần tra thứ ba, cũng là chuyến cuối cùng, để hoạt động tại khu vực Đông Địa Trung Hải ngoài khơi Libya và Ai Cập. Vào ngày 15 tháng 1, ở vị trí về phía Tây Bắc Mersa Matruh, Ai Cập, nó bị một máy bay ném bom-ngư lôi Fairey Swordfish thuộc Liên đội 815 Không lực Hải quân Hoàng gia Anh thả mìn sâu đánh chìm tại tọa độ 32°40′B 25°48′Đ / 32,667°B 25,8°Đ. Toàn bộ 43 thành viên thủy thủ đoàn của U-577 đều tử trận.

### "Bầy sói" tham gia
U-577 từng tham gia ba bầy sói:
- Stosstrupp (30 tháng 10 – 1 tháng 11, 1941)
- Raubritter (1 – 8 tháng 11, 1941)
- Störtebecker (17 – 22 tháng 11, 1941)